# Ficus dendrocida
Espèce
Classification APG III (2009)
Statut de conservation UICN

 LC  : Préoccupation mineure
Ficus dendrocida est un arbre de la famille des Moraceae.
On le trouve au Brésil, Colombie, Panama et Venezuela.